# Cho Young-Nam
Cho Young-Nam es un deportista surcoreano que compitió en taekwondo. Ganó una medalla de oro en el Campeonato Asiático de Taekwondo de 1988, en la categoría de –58 kg.

## Palmarés internacional
| Campeonato Asiático | Campeonato Asiático | Campeonato Asiático | Campeonato Asiático |
| Año                 | Lugar               | Medalla             | Categoría           |
| ------------------- | ------------------- | ------------------- | ------------------- |
| 1988                | Katmandú (Nepal)    | Medalla de oro      | –58 kg              |